# Descarozador de aceitunas

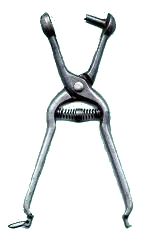
Descarozador de aceitunas, de uso manual.

El descarozador de aceitunas es un elemento de suma utilidad en la cocina,
que tiene por objeto extraer el carozo de las aceitunas a fin de rellenarlas (usualmente con morrón) o bien aplicarlas u otros platos con la comodidad de no contar con el carozo en su interior. Es, en general, más utilizada por los cocineros y chefs y no tanto para el uso doméstico, ya que hoy en día es práctico adquirir las aceitunas ya rellenas o descarozadas, pues están al alcance de los compradores, en frascos, sueltas, y otros tipos de envase.

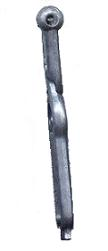
Perfil del Descarozador de aceitunas.

## Forma de uso
Sencilla por demás es la forma de utilización. De la imagen que lo representa en esta página es fácil deducir que la aceituna debe colocarse en el hueco del descarozador (de forma que quede a la vista la parte donde el fruto u oliva estaba sujeta a su cabo, que es el punto más cercano al carozo). Una vez inserto el fruto en el cuenco de la pinza se procede a cerrar la misma, cumpliendo el extremo del otro brazo la función de penetrar la carne de la aceituna y empujar el carozo que saldrá expulsado por un orificio que tiene el cuenco citado anteriormente, y que se puede ver en la segunda ilustración que se muestra a la izquierda de este párrafo, mediante imagen "de perfil" del utensilio en cuestión.

## No aplicable en industrias
Probablemente a principios del siglo pasado, este implemento y otros de características parecidas, era utilizado por personal que hacía el trabajo de descarozado artesanalmente en pequeñas industrias dedicadas al procesamiento de la oliva. Hoy en día existen maquinarias automáticas que suplen esta labor de manera más rápida, higiénica y eficiente.

## Materiales que conforman el descarozador
En este caso el descarozador es totalmente de aluminio, material noble que perdura impecable con el paso del tiempo, y cuenta con un resorte de acero inoxidable que cumple la función de apertura de los brazos, y -por debajo- un sujetador, también de acero inoxidable, que se utiliza para dejar cerrado el utensilio.

## Otro modelo de descarozador

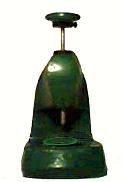
Descarozador de aceitunas con pie.

Tal como se observa, existen otro modelos de descarozadores de aceitunas. El que ilustra la imagen de la derecha, es también -como el descrito anteriormente- de uso sencillo, pero de aplicación no industrial (por lo menos en estos tiempos de avanzada tecnología). Se puede utilizar en el hogar y en establecimientos culinarios que realizan tareas de forma artesanal. Los materiales que lo conforman son hierro fundido pintado, un eje acerado para perforar y descarozar con un botón para pulsar, también de hierro pintado, y finalmente un soporte de caucho o goma en donde se asienta el fruto para su procesamiento. El carozo queda en un hueco de la base del utensilio, que se vacía a medida que se completa su capacidad.